# 飛行隊 (滿洲國軍)

滿洲國飛行隊的國籍標誌

飛行隊（日文：ひこうたい）為滿洲國之滿洲國軍的航空部隊。

## 概要

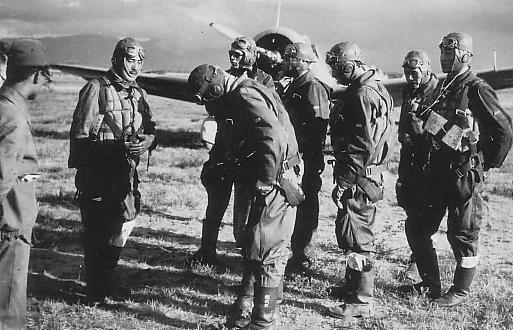
滿洲國飛行隊

1937年（康德4年）2月滿洲國軍成立飛行隊，與滿洲航空共同使用新京的飛行場做為基地，主要配置九七式戰鬥機、一式戰鬥機等機種。之後於奉天與哈爾濱陸續設立飛行隊，並於1940年（康德7年）設置獨立司令部。
1940年創立培養飛機飛行員的陸軍飛行學校，不過並非專屬於軍隊，也培養滿洲航空的機組員等民間駕駛。與日本航空大學校相似。
第二次世界大戰末期，編組名為蘭花特別攻擊隊的特別攻擊隊，對B-29進行衝撞攻擊。

## 历史
自1932年建国以来， "满洲航空 "作为一支运输机队投入运营，主要由客机组成。唯一军事行动是在1936年绥远战役期间向蒙古军提供支持。一个包括13架飞机的 "独立志愿营 "协助蒙古军试图将国民革命军赶出绥远省。
1937年2月，安田行秀中佐与三谷胜正中佐筛选三十名满洲国军士兵，前往哈尔滨接受地勤人员训练。训练结束后被调往新京机场，与满洲航空株式会社共享一个机库，这是满洲国军飞行队的雏形。起初，关东军指挥官并不信任满洲国人，没有给他们一个独立的空军，早期的空军主要由日本飞行员组成。
在关东军的支持下，奥野正大佐决定将该部扩编为一支拥有3个飞行队、50架战斗机的规模，附设一支有15架飞机的独立飞行队。最初机库里仅有一架经改装的法国纽波特-德拉吉 NiD29单座双翼战斗机，后慢慢从关东军手中要到了3架日式中岛九一式战斗机和川崎八八式八八式軽爆撃機。以此为基础，1939年4月在奥野正的领导下满洲国军第1飞行队于新京正式宣告成立。
1938年，第2支飞行队在奉天成立，队长入江实。1939年第3飞行队在哈尔滨成立，队长慎吾。
日本人最终决定让满洲国拥有自己的空军，配备满洲国飞行员和更多的现代飞机。作为这一努力的一部分，1940年4月1日在沈阳为军事和民用飞行员开设了一所飞行学校。该校使用的初级、中级、高级教练机都是由日本立川飞行株式会社研发。受完高级飞行训练后，飞行员会驾驶97式战斗机以适应真实的空战。陆军航空学校的少年技术士教育中队培训14到17岁者的“少年技术士”（地勤）。中国人成为满洲国军的飞行员只有两个管道，一是新京的陆军军官学校毕业生，二是加入满洲国政府招募的“少年航空兵”。
1940年7月14日，在新京成立了满洲国防空司令部，负责督导三个飞行队与防空部队作战。
扩充满洲国军飞行队的一计划遭受了重大挫折——原中共哈尔滨市委书记张瑞麟策反拉出一批满洲国军航空队士兵，1941年1月4日节假日在哈尔滨王岗镇第三飞行队营区发动起以，击毙两名日籍军官山浦圭治、高本政治郎和满洲国军官李德山、见习军官高振国、张凤书和6名军士，打伤见习军官王殿权，捣毁停在机场上的三架飞机，起义部队携带2挺轻机枪、120余支步枪、10余支手枪、3万余发子弹，驾驶载着被服的汽车，投奔在“三肇”活动的东北抗日联军第三路军第十二支队途中，1月5日在肇东县榆树林附近的郭字头井村被日满军合围，打死日满军32人，起义人员30人阵亡，44人被俘，只有10人趁夜突围（后陆续被追捕）。1941年7月中旬满洲国军第四军管区军法处开庭，由军事部法务课上尉刘君华等组成临时军法会进行审判，以判乱罪判处积极参加起义的刘远泰、史登云、王福、陈裕民、周祥春、谢俊岭、高景山等10人死刑，其余人员分别判处无期徒刑和有期徒刑，仅有入伍不久的两名新兵获释。尽管如此，为满洲国创建一支空军的项目仍在继续。
1941年3月21日，满洲国治安部发布飞行队司令部令，决定建立飞行队，设司令部于新京，在司令官和参谋长之下置部附、参谋、副官、准尉官、委任文官、军士等属员若干人。飞行队司令部下辖第一、第二、第三飞行队。第一飞行队驻新京，第二飞行队驻奉天，第三飞行队驻哈尔滨。每个飞行队辖4个飞行连和1个飞行修理厂，每连装备日制中岛九七式战斗机4架。
1942年9月20日日本年度航空节庆典，满洲国军飞行队12架战斗机与2架运输机共16名飞行员参加检阅，其中唯一中国籍飞行员曹文辉，另有朝鲜人与蒙古人各一，其余13人都是日籍飞行员。
1944年10月30日，军事部发布军令第十七号令，即陆军航空队司令部令，将飞行队司令部改为陆军航空队司令部，并扩大了机构设置。司令官田中收中将，司令部置参谋、副官、兵器、军需、军医五处。所辖部队仍为第一、二、三飞行队并1个独立飞行连和1个航空兵器厂。
在20世纪40年代，随着新的教练机、运输机和第一批战斗机的涌入，满洲国空军得到了极大的扩展。后者是中岛九七式战斗机，在1942年9月20日的航空日亮相。教练机包括立川九五式一型練習機和立川九九式高等练习机，同时还提供了一些三菱一〇〇式輸送機。满洲国空军所拥有的唯一的一款轰炸机是川崎九八式軽轰炸机提供的。支付这些飞机的钱是由满洲国的当地公司在日本的 "鼓励 "下捐赠的。1945年，他们还得到了中岛一式战斗机，以便有更好的机会拦截美国B-29超级堡垒。满洲国的飞行员得到了轰炸机的预计到达时间，并在轰炸机到达前20分钟起飞，爬升到7000米高空，在B-29轰炸机进入射程前进行迎面飞行。一些满洲国的飞行员也接受了神风特攻队的训练。
满洲国军飞行队的任务是防空作战，从头到尾只参加了两次空战，1944年12月7日和21日，第2飞行队在奉天上空拦截美国陆航第20航空队的B-29轰炸机。由于97式战斗机无法到达B-29编队的飞行高度，只能待由日本陆航第2航空军性能较好的“屠龙”与“钟馗”式战斗机拦截打散美机编队后，对零星的B-29实施攻击。1944年12月7日，第2飞行队春日园生中尉自杀撞击掉一架B-29，成为飞行队成军以来的第一位“烈士”。《朝日新闻》表扬了春日中尉的行为，首度使用“兰花特别攻击队”来称呼第2飞行队。1944年12月21日，第2飞行队的西原盛雄少尉也在空战中以自杀攻击的方式击落B-29一架，这是最后一次战果，也是最后一次阵亡。随着美国第20航空队由中印缅战场的成都附近的机场群转移到了马里亚纳群岛的机场，B-29停止了对东北特别是奉天、鞍山的空袭。有经验的日籍飞行员开始被调往关东军。1945年为了应付美军在南满一带海岸线登陆，满洲国军飞行队在冲绳战役结束后训练对登陆部队的自杀攻击。苏军进攻开始后，关东军要求满洲国军飞行队与陆军航空学校做好自杀攻击的准备。
到1945年8月苏联红军发起满洲战略进攻行动时，满洲国空军实际上已经不复存在，尽管有满洲国飞机攻击苏联飞机的个别事件。
国共争夺东北时，原满洲国军飞行队的苏焕忠与王长太等飞行员，投效了国军空军，但因个人历史不被允许驾驶飞机，只能担任地勤工作。

## 編成
1941年（康德8年）
- 飛行隊司令部 司令官 刘牧禅，驻奉天
第一飛行隊（两连）驻新京宽城机场
第二飛行隊（两连）驻奉天文官屯机场。队长是日籍和田孝，副队长是中国人宁昌荣。
第三飛行隊（一连）驻哈尔滨王岗机场。1939年10月成立。全队两个连共156人，其中日本军官及飞行员59人，伪军官兵97人。飞行队主要军官和飞行人员均由日本人充任。飞行队主要任务是配合陆军作战、侦察。
- 兴安飞行队（两连）
- 獨立飛行隊 驻通辽
- 航空兵器廠
- 陸軍飛行學校 驻奉天。校长野口雄二郎

每飞行连附属整备连一。
共有飞行机、战斗机一百架。

## 歷任司令官
1. 野口雄二郎（陸軍少將）
2. 曹秉森（陸軍中將）
3. 田中收（陸軍中將）